# چای ارل گری

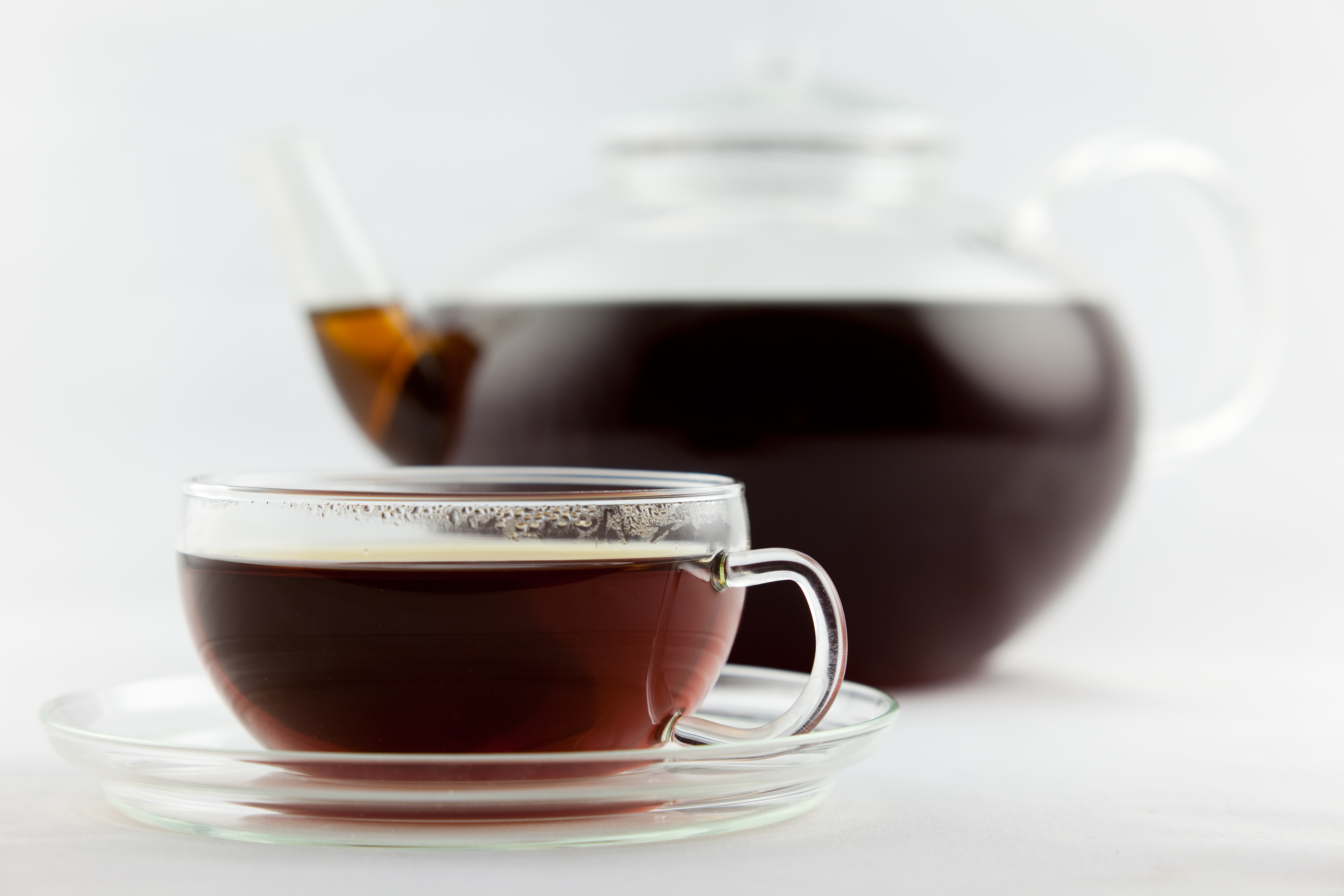
چای ارل گری

چای ارل گری (انگلیسی: Earl Grey tea) یک نوع چای مخلوط است که با افزودن روغن ترنج ترکیب و ساخته می‌شود. روغن معطر پوست ترنج به چای سیاه افزوده می‌شود تا مزه منحصر به فرد را به ارل گری بدهد. به صورت چای ارل گری از چای سیاه ساخته می‌شود و بنابراین بدون شیر مصرف می‌شود. با این حال شرکت‌های چای از آن زمان شروع به توزیع و ایجاد ارل گری بر مبنای چای‌های قوی‌تر مانند سیلان کرده‌اند که برای اضافه کردن شیر یا خامه مناسب هستند. انواع دیگری مانند چای سبز و چای اولونگ هم معرفی شده‌اند.